# ニューズ・オプエド
『ニューズ・オプエド』は、2014年6月2日からインターネットで月曜日・水曜日・金曜日に生放送されている夕方のニュース番組。株式会社NO BORDERが運営している。

## 概要
ジャーナリストの上杉隆が代表を務めるメディアカンパニー・株式会社NO BORDERが「日本初のインターネットでの生放送ニュース番組」として2014年6月2日に放送を開始した。
当初は上杉がすべての日でアンカーを務めていたが、途中から月曜日はスポーツ評論家の玉木正之が担当するようになる（2022年12月からは金曜日）。その他、国際ジャーナリストの蟹瀬誠一、プロゴルファーのタケ小山、歌舞伎町振興組合理事の手塚マキ、弁護士の倉持麟太郎、政治アイドルの町田彩夏、作家の井沢元彦、ザ・ニュースペーパーの福本ヒデなどがアンカーを担当、または担当していた。
「ニュースの当事者に話を聞く」をモットーにしており、2018年9月5日には生放送1000回目となり、同月3日から7日までジャーナリストの田原総一朗、鳩山由紀夫、竹中平蔵、堀江貴文、室井佑月、ザ・ニュースペーパー（福本ヒデ、山本天心）などレギュラー出演者のほか著名なゲストを迎え記念放送を行っているほか3・7日には文化放送「The News Masters TOKYO」とのスペシャルコラボ放送が行われた。2022年12月19日に放送2000回目となった。
第１回目のゲストは実業家の堀江貴文とスポーツ総合研究所の広瀬一郎だった。
上杉が政治分野を得意とすることから、政界からのゲスト出演も多く、鳩山由紀夫（元首相）や岡田克也（出演時は民主党代表）、下村博文（出演時は文部科学大臣）ら大物議員も数多く出演している。

## スタジオ
2014年6月の放送開始から2016年3月までは六本木ヒルズ39階にあるIT企業の会議室を間借りしていた。2016年4月以降は芝公園にあるフォトグラファー・桐島ローランドが運営するAVATTAスタジオに場所を移した。

## 出演者

### 現在の出演者
アンカー
- 上杉隆（ジャーナリスト・NO BORDER代表）
- 玉木正之（スポーツ評論家）
- 蟹瀬誠一（国際ジャーナリスト）
- 手塚マキ（歌舞伎町振興組合理事、Smappa！Group会長）
- タケ小山（プロゴルファー）
- 倉持麟太郎（弁護士）
- 町田彩夏（政治アイドル）

アシスタント
- 川島ノリコ（フリーアナウンサー）
- 義山望（フリーアナウンサー）
- 佐藤由季（フリーアナウンサー）
- 石田紗英子（フリーアナウンサー）
- 井田朱音 (フリーアナウンサー、元ウェザーニューズ所属お天気お姉さん)

レギュラーゲスト
- 波頭亮（経営コンサルタント）
- 古賀茂明（元経産官僚、フォーラム４代表）
- 川内博史（衆院議員）
- 吉田照美（フリーアナウンサー）
- 本間龍（著述家）
- 神領貢（ニューモデルマガジンX編集長）
- アーサー・ビナード（詩人）
- 佐野秀光（支持政党なし代表）
- 山口一臣（元週刊朝日編集長）
- 荒井太郎（相撲ジャーナリスト）
- 大住良之（サッカージャーナリスト）

解説委員
- 井沢元彦（作家）
- 大貫康雄（元NHKヨーロッパ総局長）
- 薬師寺克行（東洋大学教授、元朝日新聞政治部長、元論座編集長）
- 平林壮郎（玉川大学准教授）
- 大宅映子（日本ゴルフ改革会議　議長）
- 原野城治（外交ジャーナリスト）

支局
- 久保田彩乃（ヴォイスオブフクシマ理事）
- 前田真理（NOBORDER長崎平和支局長）
- 笹野大輔（オプエドニューヨーク支局長）
- 楢橋里砂（フリーアナウンサー）
- 舟橋明恵（NOBORDERロンドン支局長）

複数回出演したゲスト
- 堀江貴文
- 桐島ローランド（写真家）
- 紀里谷和明（映画監督）
- 若新雄純
- 田村淳（ロンドンブーツ１号２号）
- 岡本夏生（タレント）
- 小林節（憲法学者）
- 森山高至（建築エコノミスト）
- 青島健太（野球解説者）
- 森功（ジャーナリスト）
- 有森裕子（女子マラソン五輪銀メダリスト）
- 初沢亜利（写真家）
- ロバート・ホワイティング
- 高野孟（ジャーナリスト）
- Kダブシャイン（ラッパー）
- 前田裕二（SHOWROOM社長）
- 吉崎達彦（双日総合研究所）
- 吹浦忠正
- 中川淳一郎（ネットニュース編集者）
- 山崎元
- 青木大和（起業家）
- 伊藤和真（PoliPoli代表）
- メイガス（マジシャン）
- やしろあずき（SNS漫画家）
- 山田一竹（Stand with Syria Japan代表）
- 上野直彦（スポーツライター）
- 内田良（名古屋大学准教授）
- ERIKO（定住旅行家）
- 春日良一（ゲンキなアトリエ代表）
- 小林信也（スポーツライター）
- 高橋三千綱（小説家）
- 竹中平蔵（慶応義塾大学名誉教授）

出演した政治家
- 鳩山由紀夫（第93代内閣総理大臣）
- 鳩山邦夫（元文部大臣、元法務大臣）
- 石原慎太郎（元東京都知事）
- 猪瀬直樹（元東京都知事）
- 岡田克也（衆院議員、元民進党代表、元外務大臣）
- 細野豪志（衆院議員、元環境大臣）
- 蓮舫（参院議員、元民進党代表）
- 鈴木宗男（新党大地代表）
- 亀井静香（衆院議員）
- 鴻池祥肇（参院議員）
- 小池晃（参院議員）
- 小沢一郎（自由党代表）
- 片山虎之助（参院議員、日本維新の会共同代表、元総務大臣）
- 下村博文（衆院議員、元文科大臣）
- 田中康夫（元長野県知事）
- 遠藤利明（衆院議員、元オリンピック・パラリンピック担当大臣）
- 松沢成文（参院議員、元神奈川県知事）
- 又市征治（参院議員、社民党幹事長）
- 浅尾慶一郎（衆院議員、元みんなの党代表）
- 松野頼久（衆院議員、元維新の党代表）
- 玉木雄一郎（衆院議員、国民民主党代表）
- 山本太郎（参院議員）
- 木内孝胤（衆院議員）
- 落合貴之（衆院議員）
- 真山勇一（参院議員）
- 原口一博（衆院議員、元総務大臣）
- 有田芳生（参院議員）
- 藤田幸久（参院議員）
- 小林興起（元衆院議員）
- 福山哲郎（参院議員）
- 武村正義（元官房長官）
- 笠浩史（衆院議員）
- 松原仁（衆院議員）
- 立花孝志（NHKから国民を守る党代表）
- 山口敏夫（元労働大臣）
- 田母神俊雄（軍事評論家）
- 海江田万里（衆院議員、元民主党代表）
- 石井一（元衆院議員）
- 山尾志桜里（衆院議員）
- 菅直人（衆院議員、立憲民主党最高顧問）
- 石破茂（衆院議員、元防衛大臣）
- 小西洋之（参院議員）
- 杉尾秀哉（参院議員）
- 中谷元（衆院議員）
- 馳浩（衆院議員、元文部科学）

その他のゲスト
- 茂木健一郎（脳科学者）
- 田原総一郎（ジャーナリスト）
- 島田雅彦（作家）
- 木村草太（憲法学者）
- 土井香苗（弁護士）
- 五味洋治（東京新聞記者）
- 辺真一（コリアレポート編集長）
- 岸博幸（元経産省官僚）
- 西村幸祐（批評家）
- 水島聡（チャンネル桜代表）
- 井上公造（芸能レポーター）
- 森達也（映画監督）
- 矢部宏治（書籍情報社代表）
- 野村誠一（プロカメラマン）
- 本城雅人（作家）
- 須田慎一郎（ジャーナリスト）
- 松田馨（選挙プランナー）
- 相澤冬樹（記者）
- 望月衣塑子（東京新聞社会部記者）
- 前泊博盛（沖縄国際大学教授）
- 太田隆文（映画監督）
- 小川朗（日本ゴルフジャーナリスト協会会長代行）
- 河合弘之（弁護士）
- 四宮正貴（四宮誠二文化研究所代表）
- ぜんじろう（スタンダップコメディアン）
- 早川正士（早川地震電磁気研究所代表）
- 田村尚之（プロゴルファー）

過去に出演したアシスタント
- 田村友里（のち中国放送アナウンサー。学生時代にインターンシップの一環として出演。田村尚之の実娘）

## スクープ

### 自民党による民放キー局への報道圧力
2014年11月26日にノーボーダのニュースサイトにて「【衝撃スクープ】安倍政権が在京キー局に報道圧力　メディアは一切報じず」と題した記事を掲載し、直後の「ニューズ・オプエド」でアンカーの上杉隆が詳細を報じた。
これは同年12月に行われることが決まっていた衆議院総選挙に向けて自民党が11月20日付で民放キー局各社に報道についての要請を文書で送付していたもので、事実上の圧力をかけたものであった。
文書には要請事項として、
「選挙時期における報道の公平中立ならびに公正の確保についてのお願い」と題し、在京テレビキー局各社の編成局長と報道局長に宛てた文書によると、2009年の民主党政権誕生時に偏向報道があったとした上で、以下の4点について要望を出している。
1. 出演者の発言回数や時間を公平にする
2. ゲスト出演者の選定についても中立公平を期すこと
3. テーマについても特定の出演者への意見が集中しないよう公正を期すこと
4. 街角インタビューなどの映像で偏った意見にならないよう公正を期すこと」

などと記載されていた。
民放キー局各社はこの文書を受け取っていながら報じず、結局ニューズ・オプエドの報道後に後追いで報じる形となった。